# Межречанская (шахта)

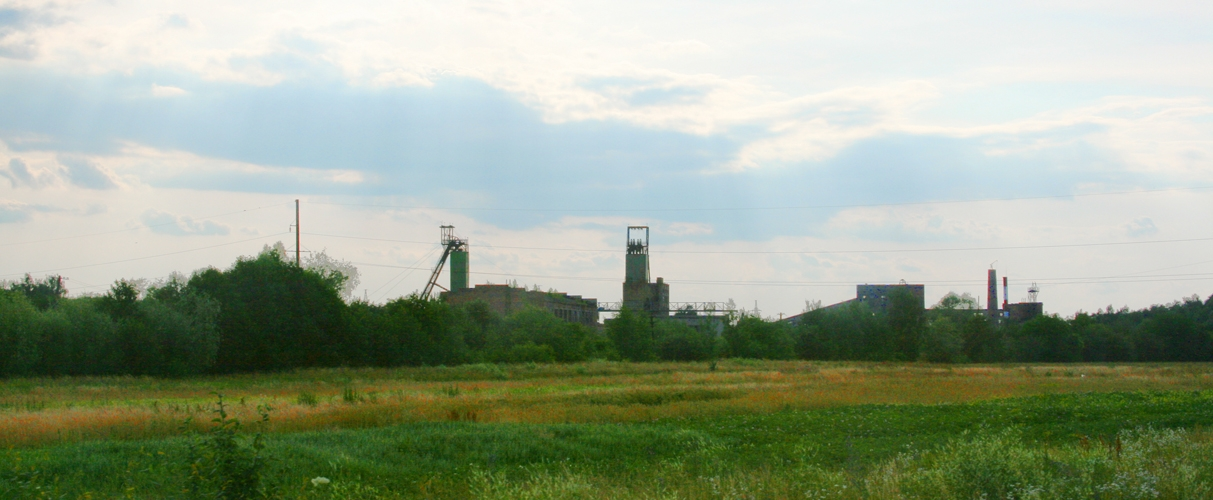
Шахта Межречанская

Государственное открытое акционерное общество «Шахта „Межречанская“» — угольная шахта во Львовско-Волынском угольном бассейне. Входит в Производственное объединение Государственное коммунальное хозяйство «Львовуголь». 
Прежне название — Великомостовская № 3.
Шахта «Межречанская» была сдана в эксплуатацию в 1959 году с производственной мощностью 600 тысяч тонн в год. Фактическая добыча угля в 1988 г. составила 1287 тысяч тонн (3576 тонн в сутки). В 2003 г. добыто 543 тысяч тонн угля.
Шахтное поле раскрыто двумя вертикальными стволами к пласту n7н. Отрабатывала угольные пласты: n7н, n7в, n8, n8в мощностью 0,6—1,7 метров.

## Адрес
80080, город Червоноград, Львовская область, Украина.